# Ernest Schmidt
Ernest Schmidt (nacido el 12 de febrero de 1911 en Nashville, Tennessee y fallecido el 6 de septiembre de 1986) fue un jugador de baloncesto estadounidense. Jugó baloncesto universitario con el  Kansas State Teachers College of Pittsburg a comienzos de la década de 1930 y fue considerado uno de los mejores jugadores de su tiempo. Condujo a su equipo a 47 victorias consecutivas y a cuatro títulos de conferencia seguidos. Era apodado "Uno de los Grandes" (en referencia al billete de 1.000 dólares) por haber anotado exactamente 1.000 puntos durante su carrera universitaria.
Fue incluido en el Basketball Hall of Fame en 1974.